# Pascal Silva
Pascal Silva (bürgerlich: Pascal Gnaegi) ist ein Schweizer Sänger, der in den Bereichen Schlager, Pop und Latin aktiv ist. Er wurde zunächst unter dem Künstlernamen Pascal G. bekannt und tritt seit 2010 unter dem Namen Pascal Silva auf.

## Leben und Karriere
Pascal Silva wuchs in der Schweiz auf und stand bereits im Alter von acht Jahren erstmals auf der Bühne. In seiner Jugendzeit wanderte seine Familie in die Dominikanische Republik aus. Dort trat er in zahlreichen Fernsehsendungen auf, unter anderem im Rahmen der Sendung Telerouta des Senders Telemicro, und absolvierte rund 80 TV-Auftritte. Besonders populär wurde er mit seinem karibischen Titel Sueño Latino, welcher kommerzielle Erfolge verzeichnen konnte.
2007 erschien unter dem Namen Pascal G. der Titel The Tale Of Lola, der es in die Schweizer Hitparade schaffte und in der ZDF-Sendung Fernsehgarten vorgestellt wurde.
2009 unterzeichnete Silva einen Vertrag bei Universal Music und veröffentlichte das deutschsprachige Debütalbum Seiltänzer. Enthalten sind u. a. die Titel Das alles wegen Lola und Tu mi corazón, mit dem er an der Schweizer Vorentscheidung zum Grand Prix der Volksmusik teilnahm.
Ein Jahr später traf Silva auf den Musikproduzenten Jack White, der ihn unter Vertrag nahm. In den Folgejahren trat Silva in zahlreichen Musiksendungen im deutschsprachigen Raum auf, darunter im Musikantenstadl, bei Immer wieder sonntags, Wenn die Musi spielt oder Willkommen bei Carmen Nebel, wo er 2013 als «Shootingstar des Jahres» ausgezeichnet wurde.
Im Laufe seiner Karriere tritt Pascal Silva immer wieder gemeinsam mit seiner Schwester, der Boogie-Woogie-Pianistin Ladyva, bei verschiedenen Boogie-Woogie- und Jazzfestivals auf.
2014 sang er gemeinsam mit Anita & Alexandra Hofmann sowie Lena Valaitis den Abschiedssong für Jack White. 2017 folgte eine Rock-’n’-Roll- und Motown-Version des Schlagers Immer wieder sonntags.
Nach einer ruhigeren Phase im deutschsprachigen Raum konzentrierte sich Silva wieder stärker auf Produktionen im karibischen Raum.
2022 veröffentlichte er den Titel One Way Wind in deutscher und spanischer Version. Der Song wurde über 10'000 Mal im Radio gespielt. Mit dem Titel Im Falle eines Falles erreichte er mehrfach Platz 1 im SWR4-Publikumsvoting. Weitere Titel aus dieser Phase sind Das Licht in deinem Fenster und Das Leben schreibt das Drehbuch.
Ab 2022 folgten Auftritte in Polen, unter anderem mit der Sängerin Teresa Werner. Seine Konzerte wurden vom polnischen Musikfernsehen begleitet.
2024 erschien sein Album Nie zu alt für Rock ’n’ Roll, das in den ersten Wochen über 10'000 Airplays erreichte. Silva belegte erneut mehrfach Platz 1 beim SWR4-Voting. Im selben Jahr trat er beim Wildhausfestival vor über 5'000 Zuschauerinnen und Zuschauern auf.
Im Jahr 2025 begab sich Pascal Silva erneut auf Tournee durch Deutschland und die Schweiz.

## Diskografie

### Alben
- 2009: Seiltänzer, Koch Universal
- 2012: Träumen mit Pascal Silva, Gloriella Music/Sony Music
- 2024: Nie zu alt für Rock ’n’ Roll

## Auszeichnungen
- Shootingstar des Jahres (Willkommen bei Carmen Nebel, 2013)